# Indice de protection
Pour les articles homonymes, voir IP.
Ne doit pas être confondu avec Indice de protection solaire.

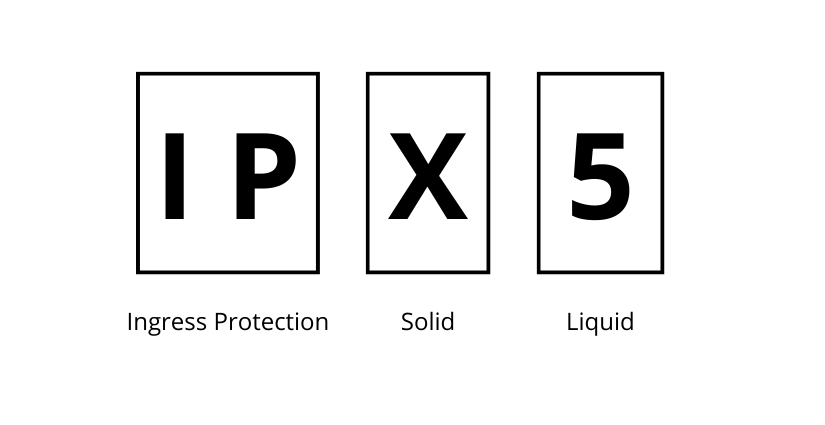
Exemple d'indication IP où le premier chiffre représente le niveau de protection face aux solides et le second face à l'eau.

L'indice de protection d'enveloppe (Code IP) représente un niveau de protection fourni par l'enveloppe d'un appareil électrique, sa définition est consignée dans une norme internationale de la Commission électrotechnique internationale relative à l'étanchéité parue pour la première fois en 1989. Il est repris par la norme européenne EN 60529. Cet indice classe le niveau de protection qu'offre un matériel utilisant l'électricité aux intrusions de corps solides et liquides. Le format de l'indice, donné par la norme CEI 60529, est IP 69 où les caractères 6 et 9 sont deux chiffres et/ou une lettre. Les chiffres indiquent la conformité avec les conditions résumées dans les tableaux ci-dessous. Lorsqu'aucun critère n'est rencontré, le chiffre peut être remplacé par la lettre X.
Par exemple, un indice de protection IP2X signifie que l'appareil est protégé contre l'intrusion de solides supérieurs à 12,5 mm (premier chiffre), mais que son fonctionnement ne nécessite pas de le protéger contre l'intrusion de liquides. On place donc un « X » à la place du deuxième chiffre, pour signifier l'inutilité de protéger  ce matériel contre l'accès à l'intérieur de son enveloppe par des liquides.
Attention, on trouve sur des sites de commerce en ligne des produits (souvent chinois) avec la mention IPX<nombre> qui indique en pratique un produit ne respectant pas de norme d'intrusion d'eau, ce qui peut induire dans l'esprit du consommateur une confusion avec la norme IP. Le chiffre suivant indique le niveau de protection contre les solides après IP.[réf. nécessaire]

## Protection contre les solides et les liquides
Le tableau des indices comporte un nombre à deux chiffres, :
- 1er chiffre : protection contre les solides ;
- 2e chiffre : protection contre l'intrusion d'eau.

| Indice                                   | 1er chiffre (dizaine) Protection contre les solides.            | 2e chiffre (unité) Protection contre l'intrusion d'eau. |
| ---------------------------------------- | --------------------------------------------------------------- | --- |
| 0                                        | Aucune protection.                                              | Aucune protection. |
| 1                                        | Protégé contre les corps solides supérieurs à 50 mm.            | Protégé contre les chutes verticales de gouttes d'eau. Les gouttes tombant verticalement ne doivent pas avoir d’effets nuisibles. |
| 2                                        | Protégé contre les corps solides supérieurs à 12,5 mm.          | Protégé contre les chutes de gouttes d'eau jusqu'à 15° de la verticale. Les gouttes tombant verticalement ne doivent pas avoir d’effets nuisibles quand l’enveloppe est inclinée jusqu’à 15° de part et d’autre de la verticale.                                                                                   |
| 3                                        | Protégé contre les corps solides supérieurs à 2,5 mm.           | Protégé contre l'eau en pluie jusqu'à 60° de la verticale. L’eau tombant en pluie fine dans une direction faisant un angle inférieur ou égal à 60° de part et d’autre de la verticale ne doit pas avoir d’effets nuisibles.                                                                                        |
| 4                                        | Protégé contre les corps solides supérieurs à 1 mm.             | Protégé contre les projections d'eau de toutes directions. L’eau projetée de toutes les directions sur l’enveloppe ne doit pas avoir d’effets nuisibles. |
| 5                                        | Protégé contre les poussières et autres résidus microscopiques. | Protégé contre les jets d'eau de toutes directions à la lance (buse de 6,3 mm, distance 2,5 à 3 m, débit 12,5 l/min ±5 %). L’eau projetée en jets de toutes les directions sur l’enveloppe ne doit pas avoir d’effets nuisibles.                                                                                   |
| 6                                        | Totalement protégé contre les poussières.                       | Protégé contre les forts jets d'eau de toutes directions à la lance (buse de 12,5 mm, distance 2,5 m à 3 m, débit 100 l/min ±5 %). L’eau projetée en jets puissants de toutes les directions sur l’enveloppe ne doit pas avoir d’effets nuisibles.                                                                 |
| 7                                        |                                                                 | Protégé contre les effets de l'immersion temporaire jusqu'à 1 m pendant 30 min. La pénétration d’eau en quantités ayant des effets nuisibles ne doit pas être possible à l’intérieur de l’enveloppe immergée temporairement dans l’eau dans des conditions normalisées de pression et de durée.                    |
| 8                                        |                                                                 | Matériel submersible au-delà de 1 m dans les conditions spécifiées par le fabricant en durée et en pression. Normalement, cela signifie que l'équipement est hermétiquement fermé, cependant, avec certains types de matériel, cela peut signifier que l'eau peut pénétrer, mais sans produire d'effets nuisibles. |
| 9 (9K dans la norme allemande DIN 40050) |                                                                 | Protection contre le nettoyage à haute pression, à haute température et venant de plusieurs directions. Un matériel IP69 n'est pas nécessairement submersible. Exemple : véhicules routiers. Si le matériel est submersible, il doit avoir une double indication telle que IP67 / IP69.                            |

### Exemples d'IP
- IP 2X : protégé contre les corps solides supérieurs à 12,5 mm. Aucune protection contre les intrusions d'eau.
- IP 23 : première résistance à l'eau et à l'humidité mais non étanche (ne doit pas être placé au-dessus d'une douche par exemple).
- IP 44 : protégé contre les corps solides supérieurs à 1 mm. Protégé contre les projections d'eau de toutes directions.
- IP 54 : protégé contre les poussières et autres résidus microscopiques. Protégé contre les projections d'eau de toutes directions.
- IP 65 : totalement protégé contre les poussières. Protégé contre les jets d'eau de toutes directions à la lance (buse de 6,3 mm, distance 2,5 à 3 m, débit 12,5 l/min ±5 %).
- IP 67 : totalement étanche à la poussière. Protégé contre l'immersion pendant 30 min jusqu'à 1 m de profondeur[b].
- IP 68 : totalement étanche à la poussière. Protégé contre l'immersion selon les spécifications du fabricant. Par exemple, de nombreux smartphones IP68 sont étanches 30 min à 1,5 m[8] tandis que des spots de piscine peuvent être étanches à 10 m pour de très longues périodes[9].
- IP 69K : protégé contre les effets des jets d'eau à haute pression et du nettoyage à la vapeur[10].

### Lettres additionnelles
Des lettres supplémentaires peuvent être ajoutées pour fournir des informations complémentaires sur la protection assurée par l'appareil :
| Lettre | Signification                                                                            |
| ------ | ---------------------------------------------------------------------------------------- |
| A      | Protection de la personne contre l’accès aux parties dangereuses avec le dos de la main. |
| B      | Protection de la personne contre l’accès aux parties dangereuses avec le doigt.          |
| C      | Protection de la personne contre l’accès aux parties dangereuses avec un outil.          |
| D      | Protection de la personne contre l’accès aux parties dangereuses avec un fil.            |
| F      | Résistant aux huiles.                                                                    |
| H      | Appareil pour haute tension.                                                             |
| M      | Appareil en déplacement durant le test à l'eau.                                          |
| S      | Appareil immobile durant le test à l'eau.                                                |
| W      | Conditions environnementales.                                                            |

La lettre K est spécifiée dans le standard NF EN 62262 et non pas dans le standard NF EN 60529.

## Protection contre les chocs
Le degré de résistance aux chocs d'un équipement est représenté par l'indice IK. Cette classification remplace l'ancienne classification IP à trois chiffres de type IPXXX.
| IK | Définition             |
| -- | ---------------------- |
| 00 | Pas de protection      |
| 01 | Énergie de choc 0,15 J |
| 02 | Énergie de choc 0,20 J |
| 03 | Énergie de choc 0,35 J |
| 04 | Énergie de choc 0,50 J |
| 05 | Énergie de choc 0,70 J |
| 06 | Énergie de choc 1 J    |
| 07 | Énergie de choc 2 J    |
| 08 | Énergie de choc 5 J    |
| 09 | Énergie de choc 10 J   |
| 10 | Énergie de choc 20 J   |

## Critiques
L'indice de protection donné valide l'indice donné et non les indices inférieurs. Par exemple, un appareil IPx7 peut avoir été testé pour tenir à 1 m de profondeur pendant 30 min, mais les tests de protection contre de forts jets d'eau pourraient être ignorés par certains constructeurs. Les appareils devraient aussi satisfaire les exigences des indices de protection inférieurs.
Les tests des IPX7 et IPX8 sont à la discrétion du constructeur et doivent être documentés.